# FC Lahti
FC Lahti je finský fotbalový klub z Lahti. Vznikl roku 1996 sloučením mužských týmů Kuusysi Lahti a Reipas Lahti. Tým má černé dresy.

## Historie
Klub vznikl roku 1996 sloučením mužských týmů Kuusysi Lahti a Reipas Lahti. Kuusysi a Reipas se měly dále soustředit na výchovu mládeže, ale po několika letech obnovily i svoje seniorské týmy. Oba starší kluby v té době hrály 2. ligu, takže i FC Lahti začalo ve 2. lize.
V roce 1998 tým postoupil do 1. ligy.
V letech 2008 a 2014 skončil tým na 3. místě.

## Úspěchy
- Finský ligový pohár (3): 2007, 2013, 2016